# یزدبد
یزدبد (پارسی میانه: Yaza[d]bed) یکی از نجیب‌زادگان ساسانی در سده سوم میلادی در زمان حکومت شاپور یکم و اندرزبد (مشاور) شهبانوها بود.

## زندگی

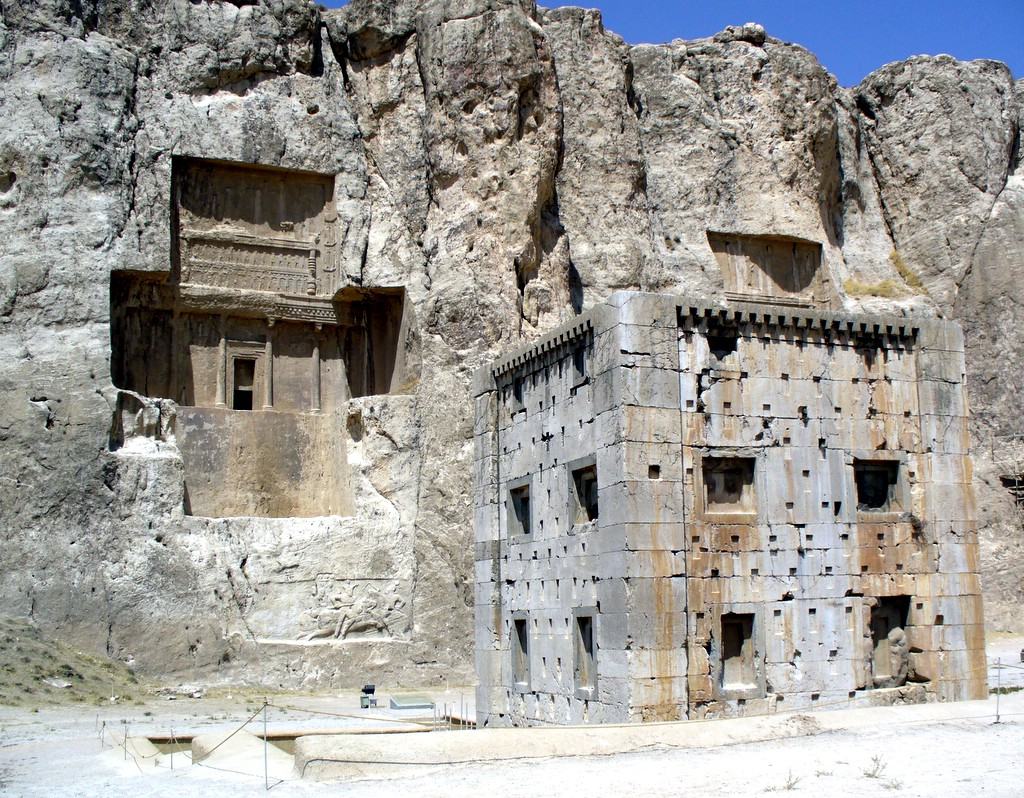
کعبه زرتشت، جایی که سنگ‌نوشته شاپور یکم حک شده‌است

از او در سنگ‌نوشته شاپور یکم بر کعبه زرتشت به عنوان اندرزبد شهبانوها (پارسی میانه: bānūgān andarzbed) یاد شده‌است. او در این سنگ‌نوشته در میان ۶۷ نجیب‌زاده در رتبهٔ سی‌وپنجم قرار دارد. اطلاعات دیگری از زندگی او در دست نیست.